# Ottonello Zanecalli
Ottonello Zanecalli (Mantova, XIII secolo – Mantova, 1274) è stato un politico italiano.

## Biografia
Apparteneva ad una delle famiglie più potenti dell'epoca ed era l'esponente della borghesia di Mantova.
Nel 1272 l'assemblea generale del comune di Mantova creò una nuova figura, il rettore, capace di limitare i poteri del podestà. Pinamonte dei Bonacolsi fu tra questi, coadiuvato inizialmente da Alberto da Casalodi. Tra il 1272 ed il 1273 il Bonacolsi bandì dalla città tutte le famiglie nobiliari e nel 1273 nel suo operato venne affiancato ad Ottonello. Considerato scomodo per la sua ascesa al potere lo fece assassinare nel 1274. Il Bonacolsi, rimasto solo, successivamente ricoprì la carica di Rettore Unico e Capitano Generale.